# Uniwersytet Hertfordshire
Uniwersytet Hertfordshire (ang. University of Hertfordshire) – brytyjska uczelnia publiczna z siedzibą w Hatfield w hrabstwie Hertfordshire. Kształci się na niej ponad 23 700 studentów.
Uniwersytet został w 2015 zaliczony przez „Times Higher Education” do 100 najlepszych na świecie w kategorii Universities under 50. 95,2% (2015/2016) jego absolwentów pracuje lub kontynuuje naukę w 6 miesięcy po ukończeniu studiów (zgodnie z badaniem Destination of Leavers from Higher Education), co jest powyżej średniej krajowej zatrudnienia absolwentów (93,2%).

Logo Uniwersytetu Hertfordshire

Instytucja oferuje ponad 800 programów licencjackich, podyplomowych, online oraz krótkie kursy w swoich 11 szkołach, w których znajduje się około 50 wydziałów akademickich oraz 24 ośrodków badawczych:
- Hertfordshire Business School
- Computer Science
- Creative Arts
- Education
- Engineering and Technology
- Health and Social Work
- Humanities
- Law
- Life and Medical Sciences
- Physics, Astronomy and Mathematics
- Hertfordshire Higher Education Consortium